# Сандъктауски район
Сандъктауски район (на казахски: Сандықтау ауданы) е съставна част на Акмолинска област, Казахстан, с обща площ 6387 км2 и население 17 948 души (по приблизителна оценка към 1 януари 2020 г.). Мнозинството от населението са руснаци (56,5 %), следвани от казахите (20,0 %), германците (7,1 %), украинците (4,1 %) и други националности (12,3 %).
Административен център е село Балкашино.